# 16Personalities
16Personalities는 5가지 성격 특성 요소를 기반으로 한 검사로, MBTI등에서 사용되는 4가지 지표 16가지 성격 유형에 1가지 지표를 추가한 32가지 세부 유형으로 사람을 분류하는 검사이다. 영국의 네리스 애널리틱스 유한회사(NERIS Analytics Limited)에서 만들었다.
유료인 MBTI 검사의 대용으로 많은 일반인들이 사용하고 있으나, MBTI와 같은 결점을 공유한다.
1. ↑  16personalities.com은 ‘가짜’ MBTI? 당사자에게 직접 물었다
2. ↑  https://ieeexplore.ieee.org/abstract/document/8698401